# The Art of Letting Go
Singles de Mariah Carey
Beautiful
(2013) You're Mine (Eternal)
(2014)
The Art of Letting Go est une chanson de la chanteuse américaine Mariah Carey, sortie le 11 novembre 2013. Le titre est écrit et composé par Mariah Carey et Rodney Jerkins. Il est le second extrait de son quatorzième album studio Me. I Am Mariah... The Elusive Chanteuse.

## Genèse
"The Art of Letting Go" était initialement le titre du quatorzième album de Mariah Carey qui finalement s'intitule Me. I Am Mariah... The Elusive Chanteuse et devait initialement sortir pendant le printemps 2013. La chanson parle des années difficiles que Mariah Carey a vécues.

## Accueil
Le titre a fait sa première mondiale sur Facebook le jour de sa sortie digitale mondiale, le 11 novembre 2013.
La chanson est acclamée par l'ensemble des critiques qui le compare à Vision of Love, le premier single de sa carrière. Elle s'érige à la 19e place du Billboard Under Hot 100 Songs et atteint le 7e rang en Corée du Sud.

## Classement hebdomadaire
| Classement (2013)                       | Meilleure position |
| --------------------------------------- | ------------------ |
| Australie (ARIA)                        | 82                 |
| Australie (Urban)                       | 8                  |
| Corée du Sud (Gaon International Chart) | 7                  |
| Espagne (PROMUSICAE)                    | 29                 |
| États-Unis (R&B/Hip-Hop Songs)          | 46                 |
| France (SNEP)                           | 84                 |
| Irlande (IRMA)                          | 96                 |
| Royaume-Uni (UK Singles Chart)          | 90                 |